# Lista de clãs do Japão
Esta é uma lista de clãs japoneses. Os antigos clãs (Gōzoku) mencionados no Nihon Shoki e Kojiki perderam o seu poder político antes do Período Heian, durante o qual emergiram em seu lugar novas aristocracias e famílias, Kuge. Após o Período Heian, os clãs de guerreiros (samurai) foram gradualmente aumentando em importância e poder até dominar o país.

## Nomes dos clãs da eraHonsei(本姓)

### Corte Imperial

Kamon de A Casa Imperial.

- A Casa Imperial - possivelmente descendentes dos Cinco Reis de Wa e dos Yamato no Período Kofun. Tanto os imperadores como os membros da família imperial não possuem sobrenomes.

### Gōzoku
- Clã Abe 安倍氏 ([Abe-shi] Erro: {{japonês}}: o texto tem marcação itálica (ajuda)) - descendentes do príncipe Ōhiko, filho do Imperador Kōgen; não possui relação direta com o Clã Abe da Província de Ōshū.
- Clã Abe de Ōshū - descendentes de Abihiko (disputado); sem relação direta com o clã Abe descendente de Kōgen. Alguns membros importantes deste clã foram Abe no Hirafu e Abe no Yoritoki.
- Clã Aya da Província de Sanuki - Segundo o Kojiki do príncipe Takekaiko, descendiam do Imperador Keikō (neto).
- Clã Imube 安倍氏 ([Inbe-shi, Imibe-shi] Erro: {{japonês}}: o texto tem marcação itálica (ajuda)) - descendente do lendário kami (deus/espírito) Ame no Futotama no Mikoto, e seu descendente Ame no Tomi no Mikoto, companheiro do Imperador Jimmu.
- Clã Haji 土師氏 ([Haji-shi] Erro: {{japonês}}: o texto tem marcação itálica (ajuda)) - descendente do lendário kami Nomi no Sukune.
- Clã Ki 紀氏 ([Ki-shi] Erro: {{japonês}}: o texto tem marcação itálica (ajuda)) - descendente do Imperador Kōgen através do ministro Takeshi-uchi no Sukune. Um dos membros mais famosos deste clã foi o poeta Ki no Tsurayuki.
- Clã Kusakabe 日下部氏 ([Kusakabe-shi] Erro: {{japonês}}: o texto tem marcação itálica (ajuda)) - descendentes do 9º Imperador, Kaika, ou do 36º Imperador, Kōtoku (disputado).
- Clã Mononobe 物部氏 ([Mononobe-uji] Erro: {{japonês}}: o texto tem marcação itálica (ajuda)) - descendentes do lendário kami Nigihayahi no Mikoto, um descendente dos irmãos séniores do também lendário Ninigi no Mikoto, bisavô do Imperador Jimmu. Um importante membro deste clã foi Mononobe no Moriya, conhecido por se opor ao budismo.
- Clã Nakatomi 中臣氏 ([Nakatomi-uji] Erro: {{japonês}}: o texto tem marcação itálica (ajuda)) - descendentes do lendário kami Ame no Koyane no Mikoto, e o seu descendente Ame no Taneko no Mikoto companheiro de armas do Imperador Jimmu; a este clã pertenceu Nakatomi no Kamatari, fundador do Clã Fujiwara.
- Clã Ō 多氏 ([Oo-shi] Erro: {{japonês}}: o texto tem marcação itálica (ajuda)) - descendente do príncipe Kamuyaimimi no Mikoto, filho do Imperador Jimmu.
- Clã Ochi 越智氏 ([Ochi-shi] Erro: {{japonês}}: o texto tem marcação itálica (ajuda)) - descendentes do Clã Mononobe.
- Clã Ōe 大江氏 ([Ooe-shi] Erro: {{japonês}}: o texto tem marcação itálica (ajuda)) - descendentes do Clã Haji.
- Clã Ōtomo 大伴氏 ([Ootomo-shi] Erro: {{japonês}}: o texto tem marcação itálica (ajuda)) - descendentes de Michi-omi no Mikoto, companheiro de armas do Imperador Jimmu; sem relação com o clã imigrante Ōtomo e o clã feudal Ōtomo. O famoso poeta e estadista Ōtomo no Yakamochi pertenceu a este clã.
- Clã Ozutsuki (大筒木氏)
- Clã Sugawara 菅原氏 ([Sugawara-shi] Erro: {{japonês}}: o texto tem marcação itálica (ajuda)) - descendentes do Clã Haji. O famoso erudito, político e poeta Sugawara no Michizane foi membro deste clã.
- Clã Soga 蘇我氏 ([Soga no uji] Erro: {{japonês}}: o texto tem marcação itálica (ajuda)) - descendentes do Imperador Kōgen, através do ministro Takeshi-uchi no Sukune. Grandes defensores do budismo no Japão, um membro destacado neste clã foi Soga no Umako.
- Clã Takahashi 高橋氏 ([Takahashi-shi] Erro: {{japonês}}: o texto tem marcação itálica (ajuda)).

#### Clãs imigrantes
- Clã Hata 秦氏 ([Hata-uji] Erro: {{japonês}}: o texto tem marcação itálica (ajuda)) - descendentes do príncipe Yuzuki no Kimi, um descendente do imperador Qin Shi Huang da Dinastia Qin da China.
- Clã Kawachi no Aya 西漢氏 ([Kawachi no Aya-uji] Erro: {{japonês}}: o texto tem marcação itálica (ajuda)).
- Clã Kawachi no Fumi 西文氏 ([Kawachi no Fumi-uji] Erro: {{japonês}}: o texto tem marcação itálica (ajuda)) - descendentes do erudito Wani, a partir do Imperador Gāozǔ da Dinastia Han da China.
- Clã Koremune 惟宗氏 ([Koremune-uji] Erro: {{japonês}}: o texto tem marcação itálica (ajuda)) - ramo do Clã Hata, descendentes do príncipe Kōman-Ō da Dinastía Qin de China.
- Clã Kudara no Konikishi - descendentes do rei Uija de Baekje, um dos Três Reinos da Coreia.
- Clã Ōkura 大蔵氏 ([Ookura-shi] Erro: {{japonês}}: o texto tem marcação itálica (ajuda)) - uma linhagem do clã Yamato no Aya.
- Clã Ōtomo 大友氏 ([Ootomo-shi, Ootomo-uji] Erro: {{japonês}}: o texto tem marcação itálica (ajuda)) - descendentes de imigrantes chineses; sem relação com o nativo Clã Ōtomo大伴氏 ([Ootomo-shi] Erro: {{japonês}}: o texto tem marcação itálica (ajuda)) e o Clã Ōtomo de Bungo 大友氏 ([Ootomo-shi] Erro: {{japonês}}: o texto tem marcação itálica (ajuda)).
- Clã Takamuko - descendentes do Imperador Wen da dinastía chinesa Cao Wei; um dos seus membros mais conhecidos foi o estudioso Takamuko no Kuromaro, que contribuiu para a elaboração das reformas Taika.
- Clã Tatara - descendentes do príncipe Rinshō, filho do rei Seong de Baekje (disputado), um dos Três Reinos da Coréia.
- Clã Yamato no Aya 東漢氏 ([Yamato no Aya-uji] Erro: {{japonês}}: o texto tem marcação itálica (ajuda)) - descendentes do príncipe Achi no Omi, um tetraneto do Imperador Ling de Han da Dinastia Han da China.
- Clã Yamato no Fumi 東文氏 ([Yamato no Fumi-uji] Erro: {{japonês}}: o texto tem marcação itálica (ajuda)) - possivelmente uma linhagem do clã de Yamato no Aya.

### Kuge
Gempeitōkitsu (源平藤橘), 4 nobres clãs do Japão antigo:

Kamon do Clã Minamoto.

- Clã Minamoto 源氏 ([Genji, Minamotō-shi] Erro: {{japonês}}: o texto tem marcação itálica (ajuda)) - também conhecido como Genji; 21 ramos menores da Casa imperial do Japão.
  - Daigo Genji (醍醐源氏) - descendentes do 60º imperador, Daigo.
  - Go-Daigo Genji (後醍醐源氏) - descendentes do 96º imperador, Go-Daigo.
  - Go-Fukakusa Genji (後深草源氏) - descendentes do 89º imperador, Go-Fukakusa.
  - Go-Nijō Genji (後二条源氏) - descendentes do 94º imperador, Go-Nijō.
  - Go-Saga Genji (後嵯峨源氏) - descendentes do 88º imperador Go-Saga.
  - Go-Sanjō Genji (後三条源氏) - descendentes do 71º imperador Go-Sanjō.
  - Go-Shirakawa Genji (後白河源氏) - descendentes do 77º imperador Go-Shirakawa.
  - Juntoku Genji (順徳源氏) - descendentes do 84º imperador Juntoku.
  - Kameyama Genji (亀山源氏) - descendentes do 90º imperador Kameyama.
  - Kazan Genji (花山源氏) - descendentes do 65º imperador Kazan.
  - Kōkō Genji (光孝源氏) - descendentes do 58º imperador Kōkō.
  - Murakami Genji (村上源氏) - descendentes do 62º imperador Murakami.
  - Montoku Genji (文徳源氏) - descendentes do 55º imperador Montoku.
  - Nimmyō Genji (仁明源氏) - descendentes do 54º imperador Nimmyō.
  - Ōgimachi Genji (正親町源氏) - descendentes do 106º imperador Ōgimachi.
  - Reizei Genji (冷泉源氏) - descendentes do 63º imperador Reizei.
  - Saga Genji (嵯峨源氏) - descendentes do 52º imperador Saga.
  - Sanjō Genji (三条源氏) - descendentes do 67º imperador Sanjō.
  - Seiwa Genji (清和源氏) - descendentes do 56º imperador Seiwa; originário de vários clã samurai.
    - Kawachi Genji (河内源氏) - também conhecido como Genke; descendentes do Minamoto no Yorinobu; originários de Hitachi Genji (常陸源氏),Ishikawa Genji (石川源氏); e Kai Genji (甲斐源氏); conhecidos pelos 3 shogunatos Kamakura.
    - Settsu Genji (摂津源氏) - descendentes do Minamoto no Yorimitsu; originários de Tada Genji (多田源氏), Mino Genji (美濃源氏) e Shinano Genji (信濃源氏).
    - Yamato Genji (大和源氏) - descendentes de Minamoto no Yorichika.

  - Uda Genji (宇多源氏) - descendentes do 59º imperador Uda; originários de Ōmi Genji (近江源氏).
  - Yōzei Genji (陽成源氏) - descendentes do 57º imperador Yōzei.

Kamon do Clã Taira.

- Clã Taira (平氏) - também conhecido como Heishi; 4 ramos menores da casa imperial japonesa.
  - Kammu Heishi (桓武平氏) - descendentes do 50º imperador Kammu; conhecido por Taira no Masakado.
    - Bandō 8 Heishi (坂東八平氏) - descendentes de Taira no Yoshifumi.
    - Ise Heishi (伊勢平氏) - também conhecido como Heike; descendentes de Taira no Korehira; famoso por Taira no Kiyomori.

  - Kōkō Heishi (光孝平氏) - descendentes do 58º imperador Kōkō.
  - Montoku Heishi (文徳平氏) - descendentes do 55º imperador Montoku.
  - Nimmyō Heishi (仁明平氏) - descendentes do 54º imperador Nimmyō.

Kamon do Clã Fujiwara.

- Clã Fujiwara (藤原氏) - descendentes de Fujiwara no Kamatari.
  - Os 4 Ramos Fujiwara (藤原四家) - descendentes dos 4 filhos de Fujiwara no Fuhito.
    - Ramo Hokke (藤原北家) - Casa do Norte; descendentes de Fujiwara no Fusasaki.
    - Ramo Kyōke (藤原京家) - Casa da Capital ou Casa de Quioto; descendentes de Fujiwara no Maro.
    - Ramo Nanke (藤原南家) - Casa do Sul; descendentes de Fujiwara no Muchimaro.
    - Ramo Shikike (藤原式家) -Casa do Cerimonial; descendentes de Fujiwara no Umakai.

  - Clã Ōshū Fujiwara ( (奥 州 藤原 氏)-  Casa Nórdica; descendentes de Fujiwara no Hidesato.

Kamon do Clã Tachibana.

- Clã Tachibana (橘氏) - descendentes do Príncipe Naniwa-Ō, filho do Príncipe Shōtoku-Taishi (572-621), 2º filho do Imperador Yōmei

## Clãs da era feudal (Myōji/苗字)
- Clã Abe de Mikawa (阿部氏) - descendentes do Imperador Kōgen e do antigo Clã Abe (阿部氏); sem relação directa com o Clã Abe de Ōshū (安倍氏).
- Clã Adachi (安達氏) - descendentes do Clã Fujiwara.
- Clã Akahoshi (赤星氏) - linhagem inferior do Clã Kikuchi que descendeu do Clã Fujiwara.
- Clã Akamatsu (赤松氏) - descendentes do Murakami Genji.
- Clã Akechi (明智氏) - ramo menor do Clã Toki que descendeu do Seiwa Genji; famosos por Akechi Mitsuhide.
- Clã Akita (秋田氏) - descendentes do Clã Abe de Ōshū.
- Clã Akiyama (秋山氏) - linhagem inferior do Clã Takeda que descendeu do Seiwa Genji.
- Clã Akizuki (秋月氏) - descendentes do Príncipe Achi no Omi da Dinastia Han china.
- Clã Amago (尼子氏) - linhagem inferior do Clã Sasaki que descendeu do Uda Genji.
- Clã Amakasu (甘粕氏) - linhagem inferior do Clã Nitta que descendeu do Seiwa Genji (disputado).
- Clã Amakusa (天草氏) - descendentes do Clã Ōkura.
- Clã Anayama (穴山氏) - linhagem inferior do Clã Takeda que descendeu do Seiwa Genji.
- Clã Andō - descendentes do Clã Abe de Ōshū, por Abe no Hirafu.
- Clã Asakura (朝倉氏) - descendentes do Príncipe Kusakabe filho do Imperador Temmu.
- Clã Asano (浅野氏) - linhagem inferior do Clã Toki que descendeu do Seiwa Genji.
- Clã Ashikaga (Genji) (足利氏) - descendentes do Seiwa Genji; conhecido pelo Shogunato Ashikaga; sem relação directa com o Clã Ashikaga (Fujiwara)
- Clã Ashikaga (Fujiwara) (足利氏) - descendentes do Fujiwara Hokke; sem relação directa com o Clã Ashikaga (Genji).
- Clã Ashina  (蘆名氏) - linhagem inferior do Clã Miura que descendeu de Kammu Heishi.
- Clã Aso (阿蘇氏) - descendentes do Emperador Jimmu pelo Clã Ō.
- Clã Asō (麻生氏) - linhagem inferior do Clã Utsunomiya que descendeu de Fujiwara Hokke; famoso por Tarō Asō.
- Clã Atagi (安宅氏) - linhagem inferior do Clã Ogasawara que descendeu de Seiwa Genji (disputado).
- Clã Azai (浅井氏) - descendentes do Clã Fujiwara.
- Clã Bitō (尾藤氏) - descendentes do Fujiwara Hokke.
- Clã Chiba (千葉氏) - descendentes do Kammu Heishi.
- Clã Chōsokabe (長宗我部氏) - descendentes do Clã Hata (disputado).Kamon do Clã Date.

Kamon do Clã Date.

- Clã Date (伊達氏) - também conhecido por Clã Idate ou Clã Idachi, descendentes de Fujiwara Hokke; famoso por Date Masamune.
- Clã Doi (Genji) (土井氏) - linhagem inferior do Clã Toki que descendeu do Seiwa Genji (disputado); sem relação direta com o Clã Doi (Heishi).
- Clã Doi (Heishi) (土肥氏) - descendentes do Kammu Heishi; sem relação directa com o Clã Doi (Genji).
- Clã Gotō - linhagem inferior do Clã Takeda que descendeu de Seiwa Genji.
- Clã Hachisuka (蜂須賀氏) - linhagem inferior do Clã Ashikaga (Genji) pelo Clã Shiba que descendia de Seiwa Genji, famoso por Hachisuka Masakatsu.
- Clã Haga (芳賀氏) - descendentes do Clã Kiyowara.

Kamon do Clã Hashiba.

- Clã Hashiba (羽柴氏) - também conhecido pelo seu honsei: Clã Toyotomi (豊臣氏); descendentes de Toyotomi Hideyoshi.
- Clã Hatakeyama (畠山氏) - descendentes de Kammu Heishi antes de 1205. Antes de 1205 o clã Hatakeyama converteu-se numa linhagem inferior do Clã Ashikaga que descendia de Seiwa Genji.
- Clã Hatano (波多野氏) - descendentes de Fujiwara Hokke.
- Clã Hayashi (林氏) - linhagem inferior do Clã Kōno que descendia do Príncipe Iyo, filho do Imperador Kammu.
- Clã Hiki (比企氏) - descendentes de Fujiwara Hokke.
- Clã Hirano - descendentes do Príncipe Toneri filho do Imperador Temmu, do Clã Kiyowara.
- Clã Hitotsuyanagi - linhagem inferior do Clã Kōno descendente do Príncipe Iyo, filho do Imperador Kammu.
- Clã Hōjō (北条氏) - descendentes de Kammu Heishi (disputado); sem relação directa com o Clã Odawara Hōjō (北条氏) nem com o Clã Kitajō (北条氏); regentes do Xogunato Kamakura.Kamon do Clã Hōjō.

Kamon do Clã Hōjō.

- Clã Go-Hōjō (後北条氏) - também connhecido por Clã Go-Hōjō; descendentes de Kammu Heishi; sem relação directa com o regente Clã Hōjō (北条氏) nem com o Clã Kitajō (北条氏).
- Clã Homma (本間氏) - também conhecido por Clã Honma ou Clã Homma da Sado; linhagem inferior do Clã Yokoyama que descendia de Ono no Takamura (disputado).
  - Clã Honma de Sakata (酒田本間氏) - linhagem inferior.
- Clã Honda (本多氏) - descendentes de Fujiwara Hokke; conhecido por Honda Tadakatsu.
- Clã Hosokawa (細川氏) - linhagem inferior do Clã Ashikaga descendente de Seiwa Genji.
  - Família Hosokawa Keichō (細川京兆家) - família principal.
  - Família Hosokawa Tenkyū (細川典厩家) - linhagem inferior.
  - Família Hosokawa de Awa (阿波細川氏) - linhagem inferior; descendentes de Hosokawa Akiharu.
  - Família Hosokawa de Ōshū (奥州細川家) - linhagem inferior; descendentes de Hosokawa Akiuji.
- Clã Hotta - descendentes do Imperador Kōgen, pelo ministro Takeshi-uchi no Sukune.
- Família Ichijō (一条家) - descendentes de Fujiwara Hokke.
- Clã Ichijō de Tosa (土佐一条氏) - linhagem inferior da família Ichijō que descendia de Fujiwara Hokke.
- Clã Ii (井伊氏) - descendentes de Fujiwara Hokke; conhecido por Ii Naomasa e Ii Naosuke.
- Clã Ikeda (Genji) (池田氏) - descendentes de Seiwa Genji; sem relação directa com outros clãs chamados Ikeda.
- Clã Ikeda (Iyo) (伊予池田氏) - sem relação directa com outros clãs chamados Ikeda.
- Clã Ikeda (Mino) (美濃池田氏) - sem relação directa com outros clãs chamados Ikeda.
- Clã Ikeda (Sasaki) (池田氏) - linhagem inferior do Clã Sasaki; sem relação directa com outros clãs chamados Ikeda.
- Clã Ikeda (Settsu) (摂津池田氏) - descendentes do Clã Ki (disputado); sem relação directa com outros clãs chamados Ikeda.
- Clã Imagawa (今川氏) - linhagem inferior do Clã Ashikaga que descendia de Seiwa Genji; famoso por Imagawa Yoshimoto.
- Clã Inaba -linhagem inferior do Clã Kōno que descende do Príncipe Iyo, filho do Imperador Kammu.
- Clã Inoue (井上氏) - descendentes de Seiwa Genji.
  - Clã Inoue de Shinano (信濃井上氏) - família principal.
  - Clã Inoue de Aki (安芸井上氏) - linhagem inferior.
  - Clã Inoue de Mikawa (三河井上氏) - linhagem inferior.
- Clã Ishida (石田氏) - linhagem inferior do Clã Miura que descendia de Kammu Heishi (disputado). conhecido por Ishida Mitsunari
- Clã Ishikawa (石川氏) - também conhecido como Ishikawa Genji; descendentes de Seiwa Genji.
- Clã Ishimaki (石巻氏) - descendentes de Fujiwara Nanke.
- Clã Itō (伊東氏) - linhagem inferior do Clã Kudō que descendia de Fujiwara Nanke.
- Clã Junjii (純自氏)
- Clã Kamiizumi (上泉氏) - linhagem inferior do Clã Ashikaga (Fujiwara) que descendia de Fujiwara Hokke.
- Clã Kagawa (香川氏) - linhagem inferior do Kammu Heishi.
- Clã Kikkawa (吉川氏) - linhagem inferior do Clã Kudō que descendia de Fujiwara Nanke. Em meados do século XVI surge um clã homónimo que é um ramo inferior do Clã Mōri, descendente do Clã Ōe.
- Clã Kikuchi (菊池氏) - descendentes de Clã Fujiwara.
- Clã Kira (吉良氏) - linhagem inferior do Clã Ashikaga (Genji) que descende de Seiwa Genji; conhecido por Kira Yoshinaka.
- Clã Kiso (木曾氏) - descendentes de Seiwa Genji; conhecido por Minamoto no Yoshinaka.
- Clã Kitabatake (北畠氏) - descendentes de Murakami Genji.
- Clã Kitajō (北条氏) - também conhecido por Clã Kitajō de Echigo ou Clã Mōri Kitajō; linhagem inferior do Clã Mōri; sem relação directa com o Clã Hōjō (北条氏) nem com o Clã Odawara Hōjō (北条氏).
- Clã Kiyowara (清原氏) - descendentes do Principe Toneri, filho do Imperador Temmu (631-686).
- Clã Kobayakawa (小早川氏) - linhagem inferior do Clã Doi (Heishi) que descendia de Kammu Heishi. A meados do século XVI surge um clã homónimo que se trata de um ramo inferior do Clã Mōri que descendia do Clã Ōe, conhecido por Kobayakawa Takakage e Kobayakawa Hideaki.
- Clã Kodama (児玉氏) - descendentes do Fujiwara Hokke.
- Clã Koga (久我家) - descendentes do Murakami Genji.
- Clã Kōno (河野氏) - descendentes do Príncipe Iyo filho do Imperador Kammu.
- Família Konoe (近衛家) - descendentes de Fujiwara Hokke, conhecido por Fumimaro Konoe.
- Clã Kudō (工藤氏) - descendentes do Fujiwara Nanke.
- Familia Kujō (九条家) - descendentes de Fujiwara Hokke.
- Clã Kuzuyama (葛山氏)
- Clã Kyōgoku (京極氏) - ramo inferior do Clã Sasaki que descendia de Uda Genji.
- Clã Maeda (前田氏) - descendentes do Clã Sugawara. Conhecido por Maeda Toshiie.
- Clã Matsuda (松田氏) - ramo inferior do Clã Hatano que descendia de Fujiwara Hokke.
- Clã Matsudaira (松平氏) - ramo inferior do Clã Nitta, pelo Clã Tokugawa descendentes de Seiwa Genji (disputado); famoso por Tokugawa Ieyasu.
- Clã Matsumae - ramo inferior do Clã Takeda que descendia de Seiwa Genji;
- Clã Miura (三浦氏) - descendentes de Kammu Heishi.
- Clã Mikumo (三雲氏) - ramo inferior do Clã Kodama que descendia de Fujiwara Hokke.
- Clã Miyoshi (Ogasawara) (三好氏) - ramo inferior do Clã Takeda, pelo Clã Ogasawara que descendia de Seiwa Genji; sem relação direta com o Clã Miyoshi (Fujiwara) (三吉氏); conhecido por Miyoshi Nagayoshi.
- Clã Miyoshi (Fujiwara) (三吉氏) - descendentes do Clã Fujiwara; sem relação direta com o Clã Miyoshi (Ogasahara) (三好氏).
- Clã Mogami (最上氏) - ramo inferior do Clã Ashikaga que descendia de Seiwa Genji.

Kamon do Clã Mōri.

- Clã Mori (森氏) - descendentes de Seiwa Genji.
- Clã Mōri (毛利氏) - descendentes do Clã Ōe; sem relação direta com o Clã Mōri (Genji) (毛利氏) nem com o Clã Mōri (Fujiwara) (毛利氏); conhecido por Mōri Motonari e seus filhos.
  - Clã Mōri de Inaba (因幡毛利氏) - ramo inferior.
- Clã Mōri (Genji) (毛利氏) - descendentes de Uda Genji; sem relação direta com o Clã Mōri (毛利氏) nem com o Clã Mōri (Fujiwara) (毛利氏);
- Clã Mōri (Fujiwara) (毛利氏) - descendentes do Clã Fujiwara (disputado); sem relação direta com o Clã Mōri (毛利氏) nem com o Clã Mōri (Genji) (毛利氏);
- Clã Murakami (村上氏) - descendentes de Seiwa Genji.
  - Clã Murakami do Mar Interior (村上水軍) - também conhecido como Murakami Suigun; célebre pelas suas forças navais.
    - Clã Murakami de Innoshima (因島村上氏)
    - Clã Murakami de Kurushima (来島村上氏)
    - Clã Murakami de Nōnoshima (能島村上氏)

  - Clã Murakami (Shinano) (信濃村上氏) - também conhecido como Clã Shinshū Murakami; conhecido por Murakami Yoshikiyo.
- Clã Nagao (長尾氏) - descendentes de Kammu Heishi; conhecido por Uesugi Kenshin.
- Clã Nabeshima (鍋島氏) - ramo inferior do Clã Shōni que descendía de Fujiwara Hokke.
- Clã Nambu (南部氏) - ramo inferior do Clã Takeda que descendia de Seiwa Genji.
- Família Nijō (二条家) - descendentes de Fujiwara Hokke.
- Clã Nitta (新田氏) - descendentes de Seiwa Genji; conhecido por Nitta Yoshisada.
- Clã Niwa (Kodama) (丹羽氏) - ramo inferior do v Kodama que descendia de Fujiwara Hokke (disputado); sem relação direta com o Clã Niwa (Isshiki) (丹羽氏).
- Clã Niwa (Isshiki) (丹羽氏) - ramo inferior do Clã Isshiki que descendia de Seiwa Genji; sem relação direta com o Clã Niwa (Kodama) (丹羽氏).Kamon do Clã Oda.

Kamon do Clã Oda.

- Clã Oda (織田氏) - descendentes de Kammu Heishi; conhecido por Oda Nobunaga.
- Clã Ōta - descendentes de Seiwa Genji; famoso por Ōta Dōkan.
- Clã Ogasawara (小笠原氏) - ramo inferior do Clã Takeda descendentes de Seiwa Genji.
- Clã Ōtomo (Bungo) (大友氏) - descendentes de Fujiwara Hokke; sem relação direta com o antigo Clã Ōtomo (imigrante) (大友氏) nem com o Clã Ōtomo (Yamato) (大伴氏); famoso por Ōtomo Sōrin.
- Clã Ōuchi (大内氏) - descendentes de Clã Tatara.
- Clã Rokkaku (六角氏) - ramo inferior do Clã Sasaki que descendia de Uda Genji.
- Clã Sagara (相良氏) - descendentes de Fujiwara Nanke.
- Clã Saitō (斉藤氏) - descendentes de Fujiwara Hokke; famoso por Saitō Dōsan.
- Clã Sakai (酒井氏) - ramo inferior do Clã Nitta, pelo Clã Tokugawa descendentes de Seiwa Genji.
- Clã Sakuma (佐久間氏) - ramo inferior do Clã Miura que descendia de Kammu Heishi
- Clã Sanada (真田氏) - descendentes de Seiwa Genji (disputado); célebre devido a Sanada Nobushige mais conhecido como Sanada Yukimura.
- Clã Sasaki (佐々木氏) - descendentes de Uda Genji.
- Clã Satake (佐竹氏) - descendentes de Seiwa Genji.
- Clã Shiba (斯波氏) - ramo inferior do Clã Ashikaga que descendia de Seiwa Genji.
- Família Shimazu (島津氏) - também conhecido como Clã Satsuma; descendentes de Seiwa Genji.
- Clã Shimmen (新免氏) - também conhecido como Clã Shinmen; ramo inferior do Clã Akamatsu que descendia de Murakami Genji.
- Clã Sō (宗氏) - descendentes do Clã Koremune.
- Clã Sogō (十河氏) - descendentes de Imperador Keikō.
- Clã Sōma (相馬氏) - ramo inferior do Clã Chiba que descendia de Kammu Heishi.
  - Clã Sōma de Ōshū (奥州相馬氏) - família principal.
  - Clã Sōma de Shimōsa (下総相馬氏) - ramo inferior.
- Clã Sue (陶氏) - ramo inferior do Clã Ōuchi que descendia do Clã Tatara. famoso por Sue Harukata.
- Clã Sugi (杉氏) - ramo inferior do Clã Sasaki que descendia do Uda Genji; famoso por Yoshida Shōin.
- Clã Suwa (諏訪氏) - descendentes de Seiwa Genji.